# Middletown (Maryland)
Middletown es un pueblo ubicado en el condado de Frederick en el estado estadounidense de Maryland. En el año 2010 tenía una población de 4136 habitantes y una densidad poblacional de 940 personas por km².

## Geografía
Middletown se encuentra ubicado en las coordenadas 
39°26′28″N 77°32′38″O / 39.44111, -77.54389.

## Demografía
Según la Oficina del Censo en 2000 los ingresos medios por hogar en la localidad eran de $107,321 y los ingresos medios por familia eran $119.750. Los hombres tenían unos ingresos medios de $96.012 frente a los $56.319 para las mujeres. La renta per cápita para la localidad era de $44.628. Alrededor del 1,0% de la población estaba por debajo del umbral de pobreza.